# Thai (futebolista)
Thaicyane Vivian da Rocha Brant, mais conhecida como Thai (Umuarama, 21 de fevereiro de 2001), é uma futebolista brasileira que atua como Atacante. Atualmente defende o Pérolas Negras.[carece de fontes?]
Thaicyane iniciou a carreira em 2017 na equipe sub-17 da Ferroviária, onde disputou o Campeonato Paulista da categoria, chegando até a segunda fase do torneio, onde sua equipe perdeu a vaga para o São José. Após fazer bons jogos com a equipe sub-17, Thai integrou o elenco principal da Ferroviária na disputa do Campeonato Paulista daquele ano.[carece de fontes?]
Em 2018, disputou o Campeonato Brasileiro com a Ferroviária, que foi eliminada nas semifinais pelo Rio Preto. No Campeonato Paulista, Thai e suas companheiras de equipe foram eliminadas na segunda fase da competição. Em Outubro, Thai foi convocada para o Mundial Feminino Sub-17, realizado no Uruguai.
Em 2019 ainda na Ferroviária, disputou o Brasileiro Sub-18, mas foi eliminada ainda na primeira fase. Com a equipe principal. disputou o Campeonato Paulista e foi eliminada com a Ferroviária nas semifinais pelo Corinthians. Na disputa do Brasileiro Feminino, Thai conquistou seu primeiro título com a Ferroviária ao derrotar o Corinthians em uma disputa de pênaltis na final. Na final da Libertadores, as equipes voltaram a se enfrentar novamente em uma final, onde a equipe de Thai perdeu o título para o Timão.
Em 2020, durante a disputa do Brasileiro, a equipe de Thai foi eliminada nas quartas de finais em uma disputa de pênaltis contra o Palmeiras. No Campeonato Paulista, a Ferroviária de Thai acabou perdendo o título para o Corinthians após ser goleada. Thai acabou tendo grande destaque após marcar cinco gols em cinco jogos pela equipe de Araraquara.
Em 2021, Thai conquistou a Libertadores de 2020 (realizada em 2021 por conta da COVID-19) ao vencer a equipe do América de Cali. Na disputa do Campeonato Brasileiro e do Campeonato Paulista, a equipe de Thai foi eliminada nas semifinais das duas competições pelo Corinthians. Thai ainda teve uma breve passagem pelo Fortaleza, mas sem grande destaque.[carece de fontes?]
Em 2022, Thai rumou para o futebol de Portugal para defender a equipe do Racing Power, nova equipe feminina do futebol português. Na equipe portuguesa, Thai teve grande destaque ao jogar 14 jogos e marcar oito gols, mas seu destaque individual não rendeu nenhum título em sua passagem no solo português.[carece de fontes?]
Em 2023, retornou ao Brasil para defender o Avaí/Kindermann no Campeonato Brasileiro e na Supercopa feminina do Brasil. Sua equipe terminou na 10ª colocação no brasileiro e foi eliminada na primeira fase da supercopa. Entre as duas competições, disputou 11 jogos e marcou apenas um gol. Após o fim do brasileiro, Thai trocou o Avaí/Kindermann pela equipe do Pérolas Negras, para disputa do Campeonato Carioca. Em nove partidas, Thai balançou as redes quatro vezes, que não foram suficientes para classificar o Pérolas Negras para a semifinal, sendo eliminado ainda na primeira fase do estadual.[carece de fontes?]
Ferroviária
- Campeonato Brasileiro de Futebol Feminino: 2019[carece de fontes?]
- Libertadores: 2020[carece de fontes?]

1. ↑  Comunicação, Drive. «Federação Paulista de Futebol». 2016.futebolpaulista.com.br. Consultado em 7 de novembro de 2023
2. ↑  «Ferroviária - SP 1 x 1 Rio Preto - SP - Campeonato Brasileiro de Futebol Feminino A1 2018». Confederação Brasileira de Futebol. Consultado em 7 de novembro de 2023
3. ↑  «Seleção feminina sub-17 é convocada para o Mundial da categoria no Uruguai». ge. 31 de outubro de 2018. Consultado em 7 de novembro de 2023
4. ↑  «Tabela do Brasileirão Feminino Sub-18 2022». Confederação Brasileira de Futebol. Consultado em 7 de novembro de 2023
5. ↑  «Corinthians faz 5 na Ferroviária e pega São Paulo na final do Paulista». www.uol.com.br. Consultado em 7 de novembro de 2023
6. ↑  «Ferroviária é bicampeã; veja vencedores do Brasileiro feminino». Folha de S.Paulo. 29 de setembro de 2019. Consultado em 7 de novembro de 2023
7. ↑  «Ferroviária 0 x 2 Corinthians | Taça Libertadores Feminina: melhores momentos». ge. Consultado em 7 de novembro de 2023
8. ↑  lance. «Palmeiras vence Ferroviária nos pênaltis e está na semifinal do Brasileirão Feminino». Terra. Consultado em 7 de novembro de 2023
9. ↑  «Ferroviária 0 x 5 Corinthians | Campeonato Paulista de Futebol Feminino: melhores momentos». ge. Consultado em 7 de novembro de 2023
10. ↑  «Ferroviária vence América de Cali e fatura o bicampeonato da Libertadores feminina - Gazeta Esportiva». www.gazetaesportiva.com. Consultado em 7 de novembro de 2023
11. ↑  «Corinthians vence Ferroviária e terá Derby na final do Brasileiro feminino». www.uol.com.br. Consultado em 7 de novembro de 2023
12. ↑  «Corinthians 4 x 1 Ferroviária | Campeonato Paulista Feminino: melhores momentos». ge. Consultado em 7 de novembro de 2023